# Список поколінь технологій мобільного зв'язку
Це список поколінь технологій мобільного зв'язку.

## 1G
1G — перше покоління технологій мобільного радіозв'язку.

## 2G
3G — друге покоління технологій мобільного радіозв'язку.

## 3G
3G — третє покоління технологій мобільного радіозв'язку.

## 4G
4G — четверте покоління технологій мобільного радіозв'язку.

## 5G
5G — п'яте покоління технологій мобільного радіозв'язку.

## 6G
6G — шосте покоління технологій мобільного радіозв'язку.

## Порівняння швидкостей стандартів цифрових поколінь
| Покоління | Іконка | Стандарт           | Типова швидкість завантаження | Типова швидкість завантаження | Максимальна швидкість завантаження |
| --------- | ------ | ------------------ | ----------------------------- | ----------------------------- | ---------------------------------- |
| 2G        | G      | GPRS               | <0.1 Мбіт/с                   | 0.1                           | 0.1 Мбіт/с                         |
| 2G        | E      | EDGE               | 0.1 Мбіт/с                    | 0.1                           | 0.3 Мбіт/с                         |
| 3G        | 3G     | 3G (Basic)         | 0.1 Мбіт/с                    | 0.1                           | 0.3 Мбіт/с                         |
| 3G        | H      | HSPA               | 2.7 Мбіт/с                    | 2.7                           | 7.2 Мбіт/с                         |
| 3G        | H+     | HSPA+              | 4 Мбіт/с                      | 4                             | 21 Мбіт/с                          |
| 3G        | H+     | DC-HSPA+           | 8 Мбіт/с                      | 8                             | 42 Мбіт/с                          |
| 4G        | 4G     | LTE Category 4     | 15 Мбіт/с                     | 15                            | 150 Мбіт/с                         |
| 4G        | 4G+    | LTE-Advanced Cat6  | 30 Мбіт/с                     | 30                            | 300 Мбіт/с                         |
| 4G        | 4G+    | LTE-Advanced Cat9  | 45 Мбіт/с                     | 45                            | 450 Мбіт/с                         |
| 4G        | 4G+    | LTE-Advanced Cat12 | 60 Мбіт/с                     | 60                            | 600 Мбіт/с                         |
| 4G        | 4G+    | LTE-Advanced Cat16 | 90 Мбіт/с                     | 90                            | 979 Мбіт/с                         |
| 5G        | 5G     | 5G                 | 175 Мбіт/с                    | 175                           | 1–10 Гбіт/с                        |